# نشان انقلاب اکتبر

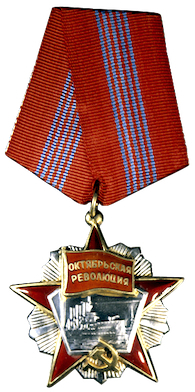
مدالی با نشان انقلاب اکتبر

نشان انقلاب اکتبر (روسی: Орден Октябрьской Революции) یک نشان نظامی شوروی بود.
این نشان یک درجه بالاتر از درجه پرچم سرخ بود.